# Sallingberg
Sallingberg osztrák mezőváros Alsó-Ausztria Zwettli járásában. 2019 januárjában 1287 lakosa volt. 

## Elhelyezkedése

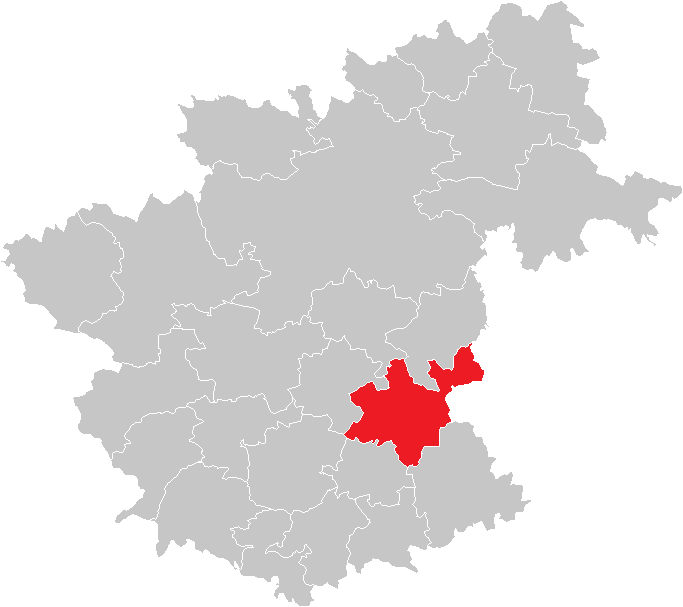
Sallingberg a Zwettli járásban

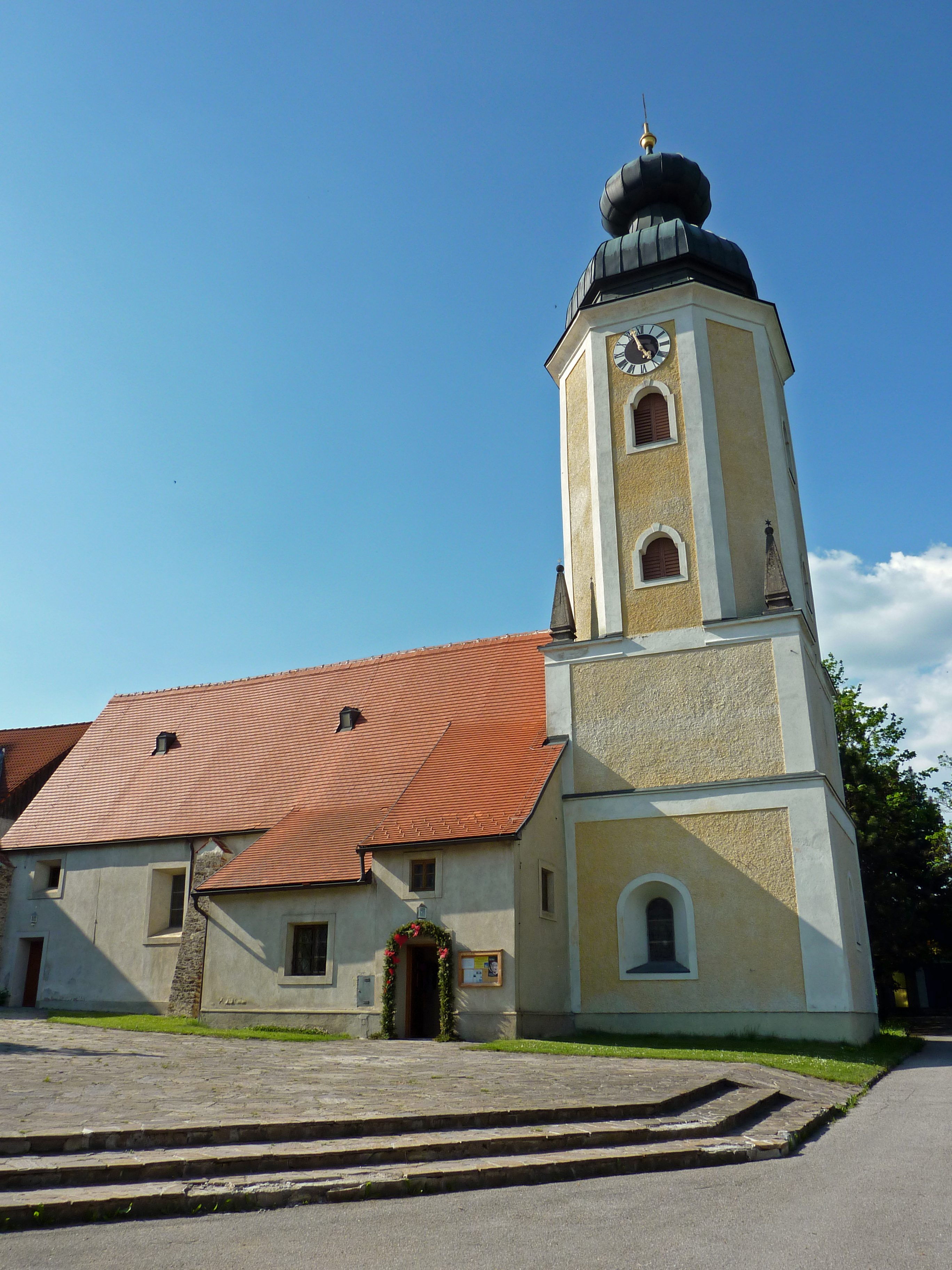
A Keresztelő Szt. János-plébániatemplom

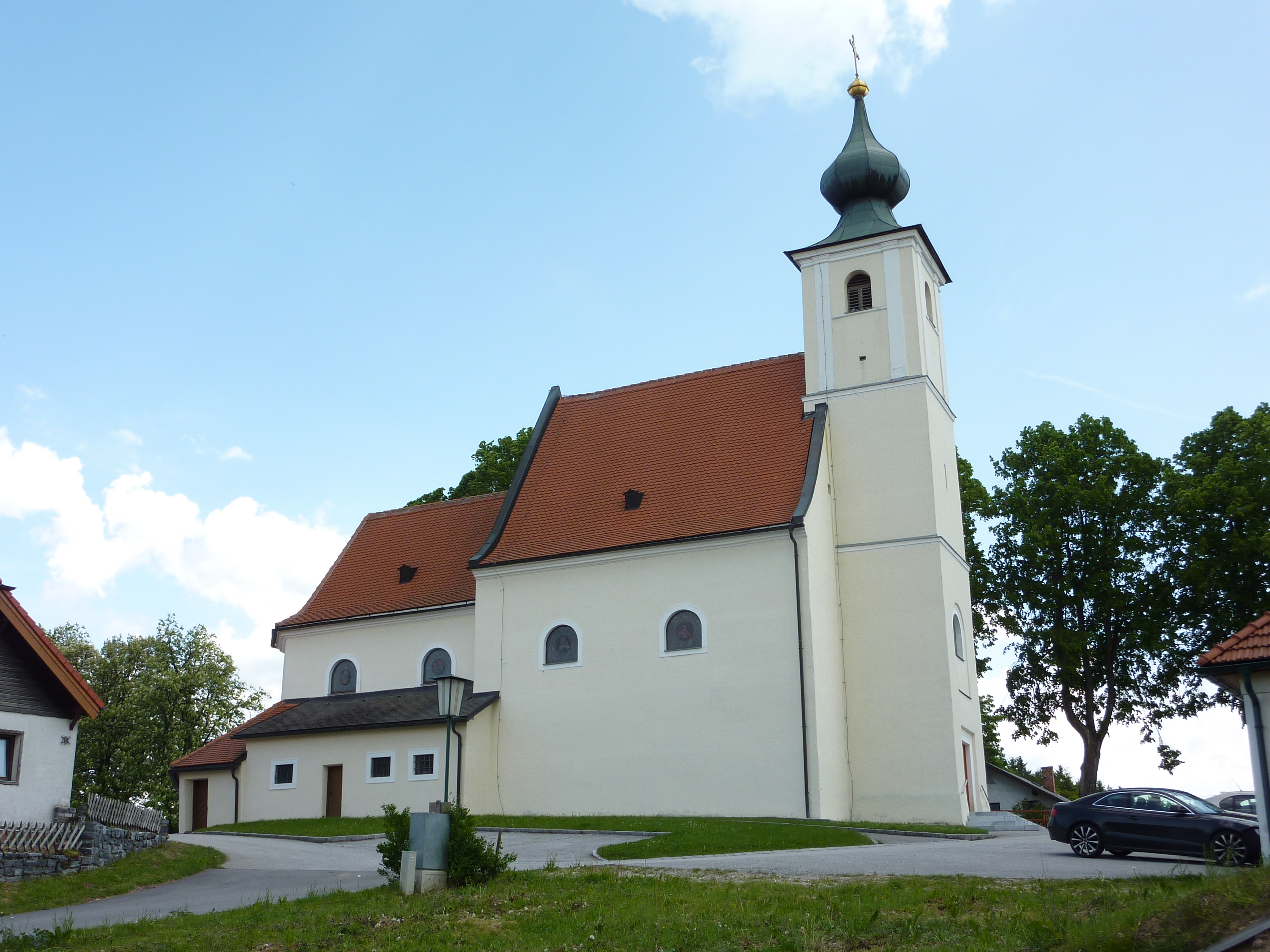
A grainbrunni Mária mennybevétele-plébániatemplom

Sallingberg Alsó-Ausztria Waldviertel régiójában fekszik a Große Krems folyó mentén. Területének 55,6%-a erdő. Az önkormányzat 12 településrészt és falut egyesít: Armschlag (86 lakos 2019-ben), Grainbrunn (151), Großnondorf (152), Heubach (32), Kamles (29), Kleinhaslau (56), Lugendorf (110), Moniholz (149), Rabenhof (27), Sallingberg (379), Spielleithen (36) és Voitschlag (80). A kataszteri közösségek Armschlag, Großnondorf, Heubach, Kamles, Kleinhaslau, Lugendorf, Moniholz, Rabenhof, Sallingberg, Spielleithen és Voitschlag.
A környező önkormányzatok: délre Kottes-Purk, délnyugatra Ottenschlag, nyugatra Bad Traunstein, északnyugatra Grafenschlag, északra Großgöttfritz, északkeletre Waldhausen, keletre Lichtenau im Waldviertel, délkeletre Albrechtsberg an der Großen Krems.

## Története
Sallingberget először 1208-ban említik; egy bizonyos Riwinus de Saliginberge tanúként szerepel egy klevélen. Temploma 1269-ben szerepel először, amikor Albero von Feldsberg és felesége Gisela az imbachi apátságnak adományozta a falut. A templom felügyeletét a kolostor látta el egészen 1782-ig. A 14. században a templomot kibővítették és vásárteret létesítettek, amely köré kézművesek építették házaikat. A reformáció során a falu lakosainak többsége protestánssá lett, lelkészük megházasodott. Az ellenreformáció hatására 1630-ra egy kivételével mindenki visszatért a katolikus valláshoz. A harmincéves háborúban a templomot és parókiát kifosztották, elvitték a harangot és a templomi kelyheket. A 18. századra az imbachi kolostor vadászati jogait átruházta a zwettli apátságra. 
1894-ben takarékszövetkezet, 1960-ban vízvezeték létesült. 1973-ban Sallingberget mezővárosi rangra emelték, ekkor kapta címerét is.

## Lakosság
A sallingbergi önkormányzat területén 2019 januárjában 1287 fő élt. A lakosságszám 1890-ban érte el csúcspontját 1911 fővel, azóta lassú, de folyamatos csökkenés tapasztalható. 2016-ban a helybeliek 96,8%-a volt osztrák állampolgár; a külföldiek közül 0,5% a régi (2004 előtti), 0,8% az új EU-tagállamokból érkezett. 1,5% a volt Jugoszlávia (Szlovénia és Horvátország nélkül) vagy Törökország, 0,5% egyéb országok polgára volt. 2001-ben a lakosok 91,7%-a római katolikusnak, 3,3% mohamedánnak, 2,7% pedig felekezeten kívülinek vallotta magát. Ugyanekkor egy magyar élt a mezővárosban; a legnagyobb nemzetiségi csoportot a német (94,6%) után a törökök alkották 2,4%-kal. 
A lakosság számának változása:

| 2016 | 1 306 |
| 2018 | 1 291 |

## Látnivalók
- a Keresztelő Szt. János-plébániatemplom
- a großnondorfi Mária mennybevétele-plébániatemplom és a Bründl-kápolna

## Fordítás
- Ez a szócikk részben vagy egészben  a   Sallingberg című német Wikipédia-szócikk ezen változatának fordításán alapul.  Az eredeti cikk szerkesztőit annak laptörténete sorolja fel. Ez a jelzés csupán a megfogalmazás eredetét és a szerzői jogokat jelzi, nem szolgál a cikkben szereplő információk forrásmegjelöléseként.